# Protennoia trimorfica
La Protennoia trimorfica ("Le tre forme del primo pensiero") è un'opera gnostica in lingua copta ritrovata tra i codici di Nag Hammâdi (codice XIII, trattato I).
Si tratta di un'opera del gruppo dei Barbelognostici, che fu però successivamente elaborata sia dai Sethiani che da autori cristiani. Fu composto nello stesso periodo dell'Apocrifo di Giovanni. Presenta delle somiglianze con il Vangelo secondo Giovanni.

## Contenuto
Il testo è suddiviso in tre sotto-trattati, per lo più scritti in prima persona, che descrivono le tre apparizioni della Protennoia, il redentore gnostico, identificabile con Barbelo; i titoli dei tre trattati sono aggiunte successive. Il primo (Il discorso di Protennoia, 35*,1-42*,3) è un trattato cosmologico sulla prima apparizione della Protennoia come pensiero del "Padre"; il secondo trattato (Il Fato, 42*,4-46*,4), di tipo escatologico, riguarda la seconda apparizione, come voce della "Madre"; il terzo trattato (Il discorso dell'Apparizione, 46*,5-50*,21) è di tipo soteriologico e riguarda l'apparizione del Logos del "Figlio". Questo terzo trattato è stato associato al prologo del Vangelo secondo Giovanni; l'inno al Logos gnostico che sottende al prologo di Giovanni è paragonabile a questo terzo trattato, che all'interno della Protennoia si trova in un contesto più adatto che in Giovanni.
La Protennoia fu soggetta ad almeno due rielaborazioni, quella sethiana e quella cristiana. Quest'ultima avvenne per seconda e consistette nell'aggiungere un riferimento a Cristo ogni volta che si citava la divinità o i suoi attributi. Questa manipolazione superficiale fece dell'opera un testo cristiano.
La forma del testo originaria era probabilmente composta da quattro aretalogie, le ultime due corrispondenti al secondo e al terzo sub-trattato, in cui la divinità si rivelava parlando di sé in prima persona.
È stato anche proposto che la Protennoia trimorfica fosse il secondo di una serie di tre opere: l'Apocrifo di Giovanni, la Protennoia e il Sull'origine del mondo.